# Горелая (гора, Абаканский хребет)
Горелая — гора, вершина Абаканского хребта (1140 м над уровнем моря, относительная высота — 240 м). 
Располагается в верховьях реки Матур, на территории Таштыпского района (52° 43' сш 89° 15' вд). 
На вершине — горная тундра, склоны покрыты черневой тайгой.